# Хорватський конституційний референдум (2013)
Конституційний референдум в Хорватії пройшов 1 грудня 2013 року з метою схвалення внесення поправки до Конституції Хорватії, згідно з якою шлюб повинен визначатися як союз між чоловіком і жінкою, що, таким чином, означає фактичну заборону одностатевих шлюбів.
Референдум був ініційований консервативною організацією U ime obitelji (укр. в ім'я сім'ї), яка зібрала понад 700 000 підписів до травня 2013 року з вимогою провести референдум. Також така ініціатива була підтримана консервативними партіями та католицькою церквою. Згідно з результатами референдуму, за внесення поправки до Конституції Хорватії висловились 65,87 % виборців при явці у 37,9 %.

## Політичний контекст

Плакат «Голосую проти»

Клопотання на користь внесення змін до конституції Хорватії подала група громадян католиків U ime obitelji (укр. від імені сім'ї), які зібрали понад 700 000 підписів до травня 2013 року. Ця ініціатива була реакцією на урядову пропозицію легалізувати одностатеві шлюби. 8 листопада 2013 року хорватський парламент проголосував 104 голосами проти 151 за проведення референдуму.
Після цього була сформована група «Громадяни голосують проти» з 88 громадських організацій (яку очолили GONG-Građani organizirano nadgledaju glasanje, Центр досліджень з миру та Загребська гордість), що знайшла широку підтримку серед багатьох публічних осіб, акторів та актрис, академіків, активістів і політиків, включаючи такі медіа як-от Novi list та Jutarnji list та музикантів Северину Вучкович, Dubioza kolektiv, Let 3, Hladno pivo, The Beat Fleet.
За словами прем'єр-міністра Хорватії Зорана Мілановича, референдум ставить під загрозу право людей на щастя і вибір. Уряд країни, правозахисні організації та ряд громадських діячів висловилися проти проведення референдуму і закликали людей голосувати проти заборони одностатевих шлюбів. Президент країни Іво Йосипович назвав референдум непотрібним і проголосував «Ні» на запитання референдуму.
Опозиційна партія «Хорватська демократична співдружність» підтримала введення конституційної поправки. Ініціативу також активно підтримала Католицька церква.

## Проведення референдуму
На референдумі, що відбувся 1 грудня 2013 року, жителі країни висловилися за конституційну заборону одностатевих шлюбів. За результатами всенародного голосування 65,87 % хорватів підтримали введення в Конституцію країни визначення шлюбу як союзу чоловіка і жінки. При цьому явка виборців становила всього лише 37,9 %. У двох жупаніях (Істрії і Примор'ї—Горському котарі) більшість виборців висловилася проти введення вказаної поправки до Конституції Хорватії.
Референдум супроводжувався масштабними мітингами й демонстраціями як з боку ЛГБТ-активістів, так і з боку противників одностатевих шлюбів. Він став першим в історії незалежної Хорватії (після її виходу зі складу Югославії в 1991 році) референдумом, ініційованим населенням країни.